# Giedrius Arlauskis
Giedrius Arlauskis (* 1. Dezember 1987 in Telšiai, Litauische SSR, Sowjetunion) ist ein litauischer Fußballspieler.

## Karriere

### Verein
Arlauskis spielte in der Jugend beim FK Mastis Telšiai. 2005 wurde er in die 1. Mannschaft vom KFK Šiauliai aufgenommen. Dort absolvierte er 40 Spiele in drei Spielzeiten. Im Januar 2008 wechselte er nach Rumänien zu Unirea Urziceni. Am 24. März 2008 gab er sein Debüt in der Liga 1, als er beim 0:0 gegen Ceahlăul Piatra Neamț zwischen den Pfosten stand. Am Ende der Saison 2008/09, in der er in 30 Spielen eingesetzt wurde, gewann er mit seiner Mannschaft die rumänische Meisterschaft. Im Jahr 2010 wechselte er zum russischen Meister Rubin Kasan. Dort kam er in vier Jahren kaum zum Zuge, woraufhin er Sommer 2014 nach Rumänien zurückkehrte und sich dem amtierenden Meister Steaua Bukarest anschloss. Als Nachfolger von Ciprian Tătărușanu wurde er zur Stammkraft im Tor. Am Ende der Saison 2014/15 gewann er mit Bukarest das nationale Triple bestehend aus Meisterschaft, Pokal und Ligapokal. Für seine sportlichen Leistungen wurde Karčemarskas im Jahr 2014 vom litauischen Fußballverband als Litauens Fußballer des Jahres ausgezeichnet.
Im Juni 2015 unterschrieb Arlauskis einen Vertrag beim Premier-League-Aufsteiger FC Watford. Im Januar 2016 wurde Arlauskis an den spanischen Erstligisten Espanyol Barcelona verliehen. Er kam dort nur auf drei Einsätze und kehrte zur Saison 2016/2017 zum FC Watford zurück. Dort bestritt er allerdings in der folgenden Spielzeit keine Partie.
Von 2017 bis 2020 spielte er dann für CFR Cluj in Rumänien und gewann in dieser Zeit dreimal die Meisterschaft sowie einmal den Superpokal. Im Sommer 2020 wechselte er zu al-Shabab Riad nach Saudi-Arabien. Bereits im März 2021 kehrte er nach Cluj zurück, verließ den Verein im September desselben Jahres jedoch erneut. Nach einjähriger Vereinslosigkeit sicherte sich der ebenfalls rumänische Verein CS Universitatea Craiova die Dienste des Litauers.

### Nationalmannschaft
Arlauskis debütierte am 19. November 2008 in einem Freundschaftsspiel gegen Moldawien für die litauische Nationalmannschaft. Zwischen 2008 und 2015 absolvierte Arlauskis insgesamt 23 Partien für Litauen. Mit der Auswahl gewann er im Juni 2010 den Baltic Cup.

## Erfolge
Unirea Urziceni:
- Rumänischer Meister: 2009

Rubin Kazan:
- Russischer Pokalsieger: 2012
- Russischer Supercup-Sieger: 2012

Steaua Bukarest:
- Rumänischer Meister: 2015
- Rumänischer Pokalsieger: 2015
- Rumänischer Ligapokalsieger: 2015

CFR Cluj:
- Rumänischer Meister (4): 2017, 2019, 2020, 2021
- Rumänischer Supercup-Sieger (2): 2018, 2020

Nationalmannschaft:
- Baltic-Cup-Sieger: 2010

Individuelle Auszeichnungen:
- Litauens Fußballer des Jahres: 2014
- Torhüter in der Mannschaft des Jahres der Liga 1 (2): 2017/18, 2019/20